# Índice múltiplo
A notação matemática de índices múltiplos simplifica a formulação utilizada em cálculo com múltiplas variáveis, equações diferenciais parciais e na teoria das distribuições. Ela consiste na generalização de um índice inteiro para ordenar índices de tuplas.

## Definição
Um índice múltiplo n-dimensional é uma n-tupla da forma
{\displaystyle \alpha =(\alpha _{1},\alpha _{2},\ldots ,\alpha _{n})}
de inteiros não negativos. Para índices múltiplos {\displaystyle \alpha ,\beta \in \mathbb {N} _{0}^{n}} e {\displaystyle x=(x_{1},x_{2},\ldots ,x_{n})\in \mathbb {R} ^{n}} se define:
- Soma e diferença

{\displaystyle \alpha \pm \beta =(\alpha _{1}\pm \beta _{1},\,\alpha _{2}\pm \beta _{2},\ldots ,\,\alpha _{n}\pm \beta _{n})}
- Conjunto parcialmente ordenado

{\displaystyle \alpha \leq \beta \quad \Leftrightarrow \quad \alpha _{i}\leq \beta _{i}\quad \forall \,i\in \{1,\ldots ,n\}}
- Soma de componentes

{\displaystyle |\alpha |=\alpha _{1}+\alpha _{2}+\cdots +\alpha _{n}}
- Fatorial

{\displaystyle \alpha !=\alpha _{1}!\cdot \alpha _{2}!\cdots \alpha _{n}!}
- Coeficiente binomial

{\displaystyle {\binom {\alpha }{\beta }}={\binom {\alpha _{1}}{\beta _{1}}}{\binom {\alpha _{2}}{\beta _{2}}}\cdots {\binom {\alpha _{n}}{\beta _{n}}}={\frac {\alpha !}{\beta !(\alpha -\beta )!}}}
- Teorema multinomial

{\displaystyle {\binom {k}{\alpha }}={\frac {k!}{\alpha _{1}!\alpha _{2}!\cdots \alpha _{n}!}}={\frac {k!}{\alpha !}}} onde {\displaystyle |\alpha |=k\,}
- Exponenciação

{\displaystyle x^{\alpha }=x_{1}^{\alpha _{1}}x_{2}^{\alpha _{2}}\ldots x_{n}^{\alpha _{n}}}
- Derivada parcial

{\displaystyle \partial ^{\alpha }=\partial _{1}^{\alpha _{1}}\partial _{2}^{\alpha _{2}}\ldots \partial _{n}^{\alpha _{n}}}   onde   {\displaystyle \partial _{i}^{\alpha _{i}}:=\partial ^{\alpha _{i}}/\partial x_{i}^{\alpha _{i}}}